# Андреотто (юдик Арбореї)
Андреотто I (італ. Andreotto di Arborea;  д/н — 3 квітня 1308) — юдик (володар) Арборейської юдикату у 1304—1308 роках.

## Життєпис
Походив з династії Серра-Бас. Старший син Джованні I, юдика Арбореї, та його коханки Вери Каппай ді Вілласальто. У 1304 році після загибелі батька отримав владу в юдикаті. Його молодшим співюдиком став брат Маріано III. Втім фактично влада належала Андреотто.
Спрямував зусилля на зменшення збурення знаті, але разом з тим дотримувався мирних стосунків з Пізанською республікою і Арагоном. 1308 року купив в роду Маласпина замки Серравалле ді Боза, Планаргі та Коставіль, доходи від яких, хоча вони були приватними надбаннями родини, використовувались для фінансування адміністрації юдикату. Того ж року Андреотто помер. Одноосібним юдиком став його брат.